# WHA All-Star Team
Das WHA All-Star Team wurde in jeder der sieben Spielzeiten der World Hockey Association von 1972 bis 1979 gewählt.
Von der Presse gewählt, wurde nach jeder Saison ein Team, das WHA First All-Star Team, mit den besten Spielern der WHA-Saison zusammengestellt. Dazu gehören ein Torhüter, zwei Verteidiger, ein Center, sowie ein rechter und ein linker Flügelspieler. Zudem wurde noch ein WHA Second All-Star Team gewählt.

## First All-Star Team
| Saison  | Torhüter       | Verteidiger       | Verteidiger    | Linker Flügel | Center        | Rechter Flügel |
| ------- | -------------- | ----------------- | -------------- | ------------- | ------------- | -------------- |
| 1978/79 | Dave Dryden    | Rick Ley          | Rob Ramage     | Mark Howe     | Robbie Ftorek | Réal Cloutier  |
| 1977/78 | Al Smith       | Lars-Erik Sjöberg | Al Hamilton    | Marc Tardif   | Ulf Nilsson   | Anders Hedberg |
| 1976/77 | John Garrett   | Darryl Maggs      | Ron Plumb      | Marc Tardif   | Robbie Ftorek | Anders Hedberg |
| 1975/76 | Joe Daley      | Paul Shmyr        | J. C. Tremblay | Marc Tardif   | Ulf Nilsson   | Anders Hedberg |
| 1974/75 | Ron Grahame    | J. C. Tremblay    | Kevin Morrison | Bobby Hull    | André Lacroix | Gordie Howe    |
| 1973/74 | Don McLeod     | Pat Stapleton     | Paul Shmyr     | Bobby Hull    | André Lacroix | Gordie Howe    |
| 1972/73 | Gerry Cheevers | J. C. Tremblay    | Paul Shmyr     | Bobby Hull    | André Lacroix | Danny Lawson   |

## Second All-Star Team
| Saison  | Torhüter        | Verteidiger    | Verteidiger   | Linker Flügel   | Center         | Rechter Flügel  |
| ------- | --------------- | -------------- | ------------- | --------------- | -------------- | --------------- |
| 1978/79 | Richard Brodeur | Dave Langevin  | Paul Shmyr    | Morris Lukowich | Wayne Gretzky  | Blair MacDonald |
| 1977/78 | Ernie Wakely    | Rick Ley       | Barry Long    | Bobby Hull      | Robbie Ftorek  | Réal Cloutier   |
| 1976/77 | Joe Daley       | Poul Popiel    | Mark Howe     | Rick Dudley     | Ulf Nilsson    | Réal Cloutier   |
| 1975/76 | Ron Grahame     | Kevin Morrison | Pat Stapleton | Bobby Hull      | Robbie Ftorek  | Réal Cloutier   |
| 1974/75 | Gerry Cheevers  | Poul Popiel    | Barry Long    | Marc Tardif     | Serge Bernier  | Anders Hedberg  |
| 1973/74 | Gerry Cheevers  | J. C. Tremblay | Al Hamilton   | Mark Howe       | Wayne Carleton | Mike Walton     |
| 1972/73 | Bernie Parent   | Jim Dorey      | Larry Hornung | Gary Jarrett    | Ron Ward       | Tom Webster     |